# Карібу (гори)
Гори Карібу — це гірський хребет у Північній Альберті, Канада, який оточує плато у формі блюдця, яке піднімається на 700 м над навколишніми низовинами.  Гори Карібу досягають висоти 1030 м, що робить їх найвищими в північній Альберті. Вони піднімаються на північ від нижньої течії Піс-Рівер і обмежені на півночі та сході національним парком Вуд-Баффало. Протягом останнього льодовикового періоду територія не була покрита льодом. 
Завдяки своєму унікальному середовищу парк дикої природи гір Карібу був створений у 2001 році в рамках програми Special Places. Найбільший провінційний дикий парк у провінції, його тендітна екосистема містить чутливі водно-болотні угіддя, вічну мерзлоту та багате місце існування птахів. «Популяція з до 120 лісових бізонів, виду, що перебуває під загрозою зникнення, живе в районі озера Вентцель невеликими групами до 15 тварин». 

## Географія
Регіон є високогірним регіоном, оточеним низовинами, але обидва покриті лісами та вважаються частиною екозони бореальних рівнин Комісія з екологічного співробітництва та середньоконтинентальних канадських лісів Всесвітнім фондом дикої природи .

## Бореальний лісовий карібу
«Парк містить відносно непорушені та багаті лишайниками ліси, сприятливе місце існування для лісових карібу . Близько 80 відсотків ареалу важливої популяції лісового карібу міститься в парку, і приблизно третина популяції Альберти цього виду, що знаходиться під загрозою зникнення, залежить від парку». 

## Цитування
1. 1 2 3  Alberta Wilderness, nd.
2. ↑  Caribou Mountains. Alberta Wilderness. Alberta Wilderness Association. Архів оригіналу за 29 червня 2016. Процитовано 19 липня 2016.